# Lázně Bělohrad
Lázně Bělohrad (německy Bad Bielohrad) jsou lázeňské město v okrese Jičín v Královéhradeckém kraji. Leží zhruba šestnáct kilometrů východně od Jičína. Žije v něm přibližně 3 700 obyvatel. Městem protéká potok Javorka, procházejí jím silnice II/284 a II/501 a také železniční trať Chlumec nad Cidlinou – Trutnov.

## Název
Bělohrad vznikl z osady Nová Ves, která se poprvé připomíná roku 1267. Byla v ní vystavěna kamenná tvrz, zvaná Koštofrank, podle bílých zdí nazývána také Bílým hradem, z čehož vznikl pozdější název Bělohrad. Původní latinský název tvrze Castellum francum byl zkomolen a uváděl se například roku 1534 jako tvrz a dvůr Kosstoffrank v Nowé Wsi, tedy Koštofrank. Nápis na náhrobku rytíře Hořenského z Hořenovsi na městském hřbitově z roku 1557 uvádí místní určení "w Bielehradie". Názvy Bielehrad, statek Bielehradský se vyskytují také v písemnostech Valdštejnů a pozdějších. V latinských pramenech je název Albea. Tvar Bělohrad a oba předchozí zaznamenal teprve roku 1835 topograf Johann Gottfried Sommer a dovolává se odvození od Bílého zámku ("Weisses Schloss"), nikoliv tvrze. Bělohrad byl v devadesátých letech 19. století přejmenován na Lázně Bělohrad.

## Historie
Na počátku 17. století vlastnil některé části tohoto panství Kryštof Harant z Polžic a Bezdružic. Roku 1626 získal bělohradské panství Albrecht z Valdštejna a roku 1643 přešlo panství na Viléma Laboye z Desseneuru v Nizozemsku. Za jeho vlády, kdy pronásledoval nekatolické obyvatelstvo, uprchlo mnoho lidí do exilu a panství bylo osídleno německými kolonisty. Roku 1669 přešlo bělohradské panství do majetku rodiny Valdštejnů a za jejich vlády byl vystavěn kostel Všech svatých, provedena přestavba kamenné tvrze na barokní zámek podle návrhu Jana Blažeje Santiniho. Dne 2. května 1722 povýšil císař Karel VI. Bělohrad na městečko, které tímto získalo i svůj vlastní znak. 

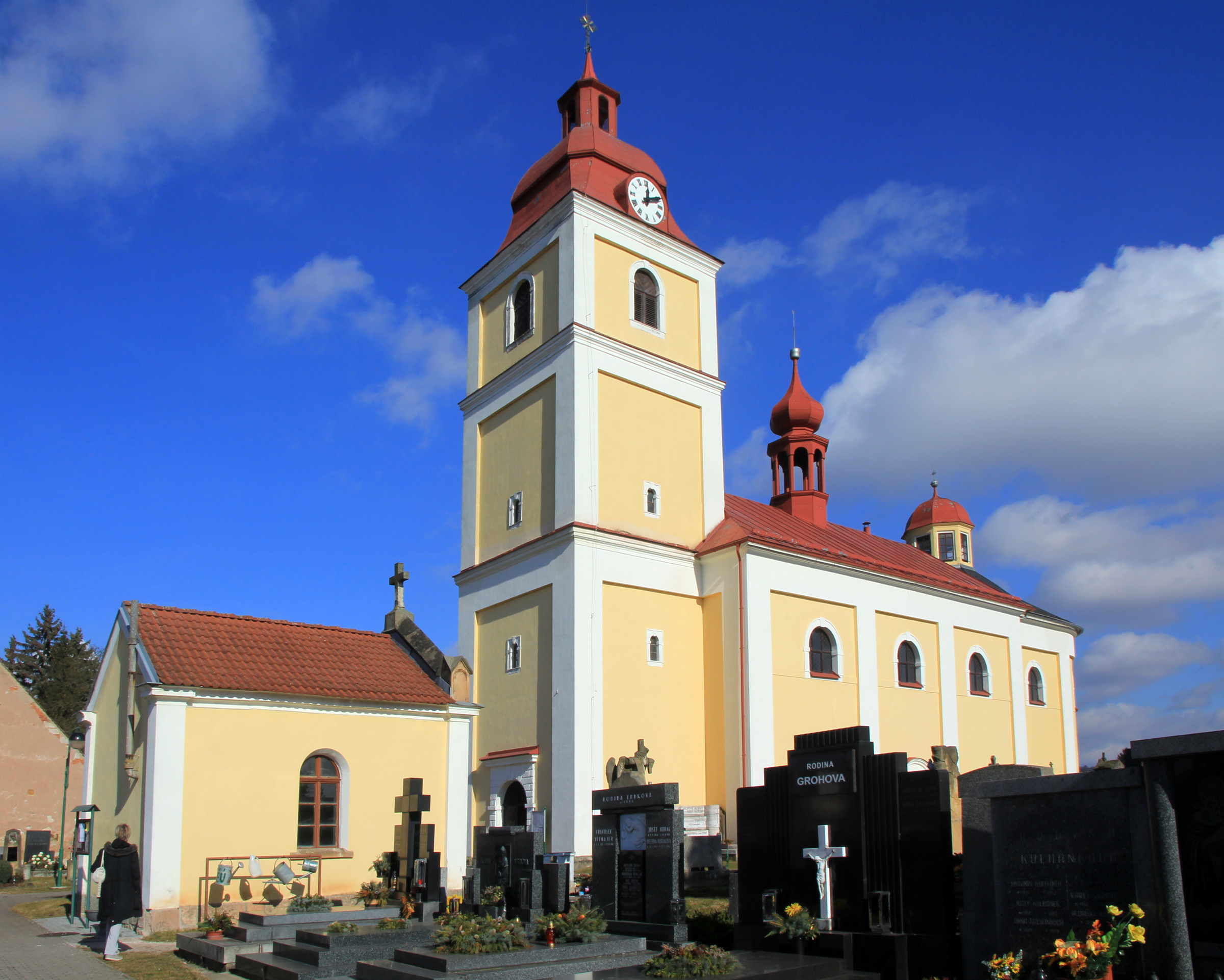
Kostel Všech svatých

V polovině 19. století významným vlastníkem některých částí byl Maximilian Dormitzer, který je považován za zakladatele dnešních lázní v Bělohradě. Velkého rozmachu lázeňství došlo až za vlády hraběnky Anny z Assenburgu, baronky z Kleistu, která panství koupila od Dormitzerů a bývá rovněž označována za zakladatelku opravdových léčebných lázní. Založila areál Anenských lázní a při nich na ploše šedesát hektarů lázeňský park Bažantnice. V roce 1901 byl navrtán Annamariánský pramen arzeno-železité kyselky. Dnešní léčebný ústav byl postaven roku 1936 a slouží k léčbě nemocí pohybového ústrojí.

## Obyvatelstvo
| Rok            | 1869 | 1880  | 1890  | 1900  | 1910  | 1921  | 1930  | 1950  | 1961  | 1970  | 1980  | 1991  | 2001  | 2011  | 2021  |
| -------------- | ---- | ----- | ----- | ----- | ----- | ----- | ----- | ----- | ----- | ----- | ----- | ----- | ----- | ----- | ----- |
| Počet obyvatel | 999  | 1 147 | 1 234 | 1 686 | 1 761 | 1 561 | 1 819 | 1 679 | 1 918 | 1 985 | 2 204 | 2 206 | 2 073 | 1 973 | 1 924 |
| Počet domů     | 118  | 129   | 135   | 175   | 195   | 199   | 302   | 369   | 351   | 374   | 411   | 469   | 504   | 512   | 498   |

## Městská správa

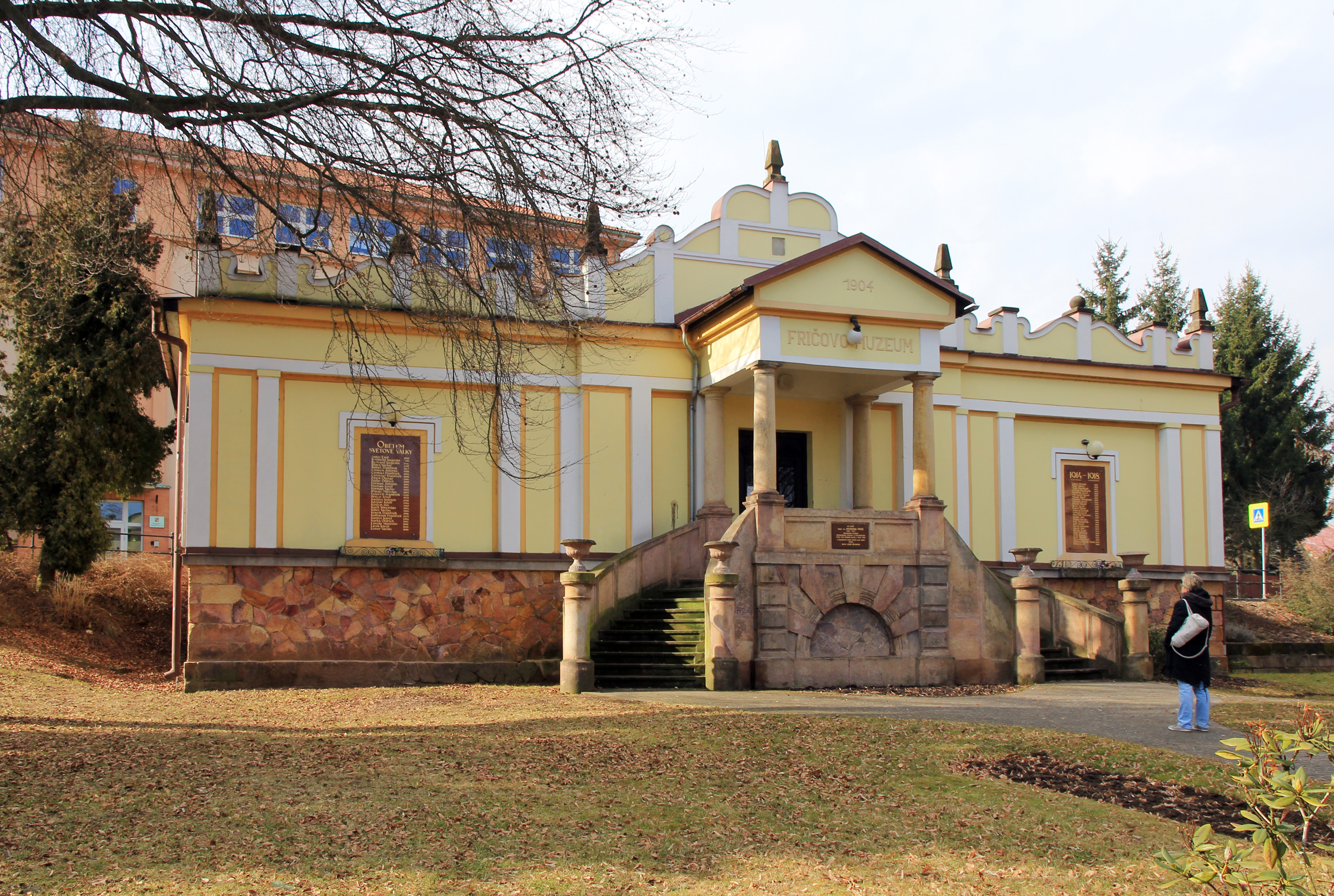
Fričovo muzem

### Části města
- Lázně Bělohrad
- Brtev
- Dolní Javoří
- Dolní Nová Ves
- Horní Nová Ves
- Hřídelec
- Lány
- Prostřední Nová Ves
- Uhlíře

### Správní obvod obce s pověřeným obecním úřadem
Lázně Bělohrad jsou pověřené výkonem část správy pro obce: Choteč, Lázně Bělohrad, Mlázovice, Šárovcova Lhota a Svatojanský Újezd.

### Městské symboly
Znak města je historický, vlajka byla městu udělena rozhodnutím předsedy Poslanecké sněmovny Parlamentu České republiky dne 18. března 2003.

## Pamětihodnosti

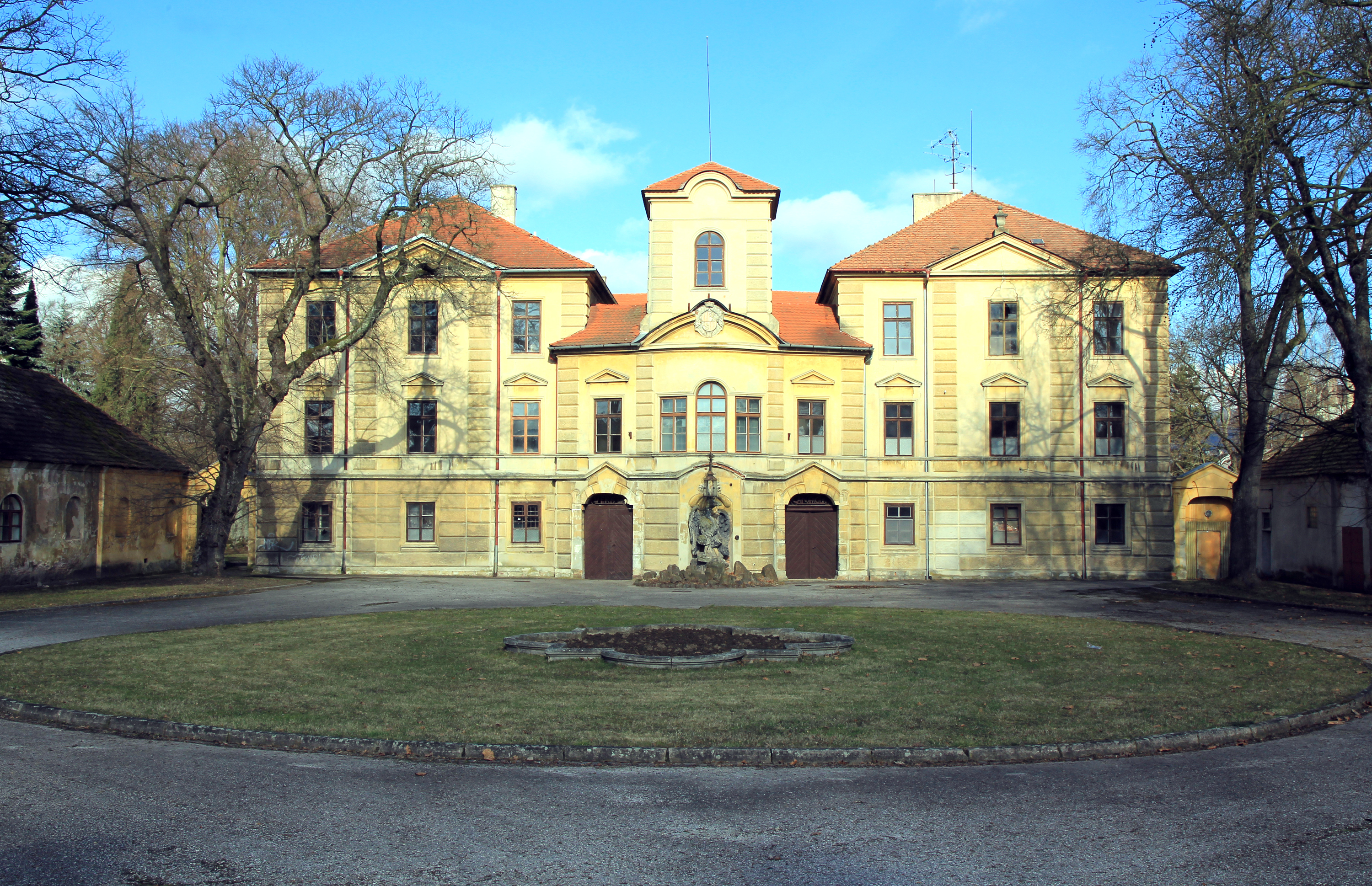
Zámek

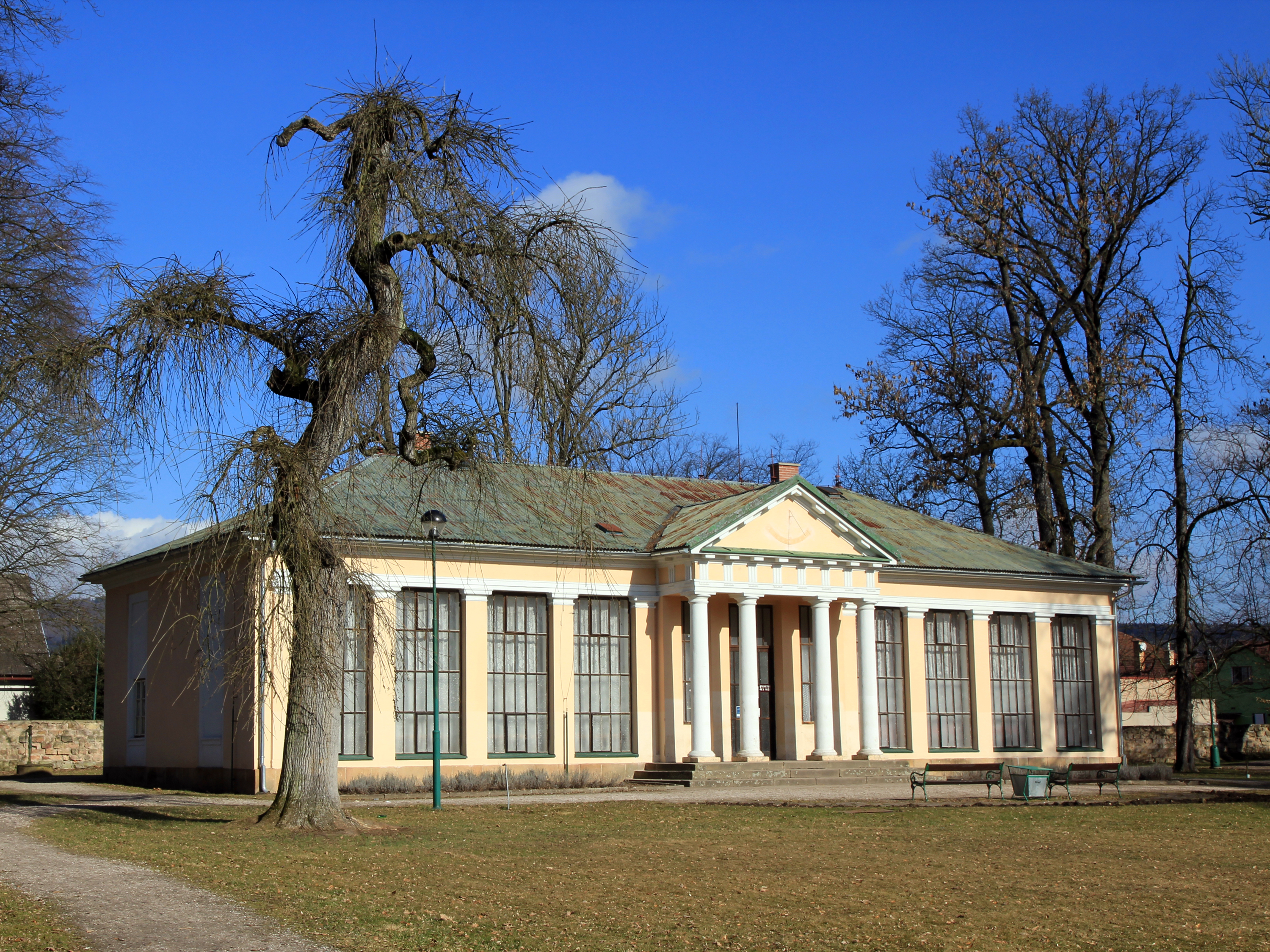
Zámecká oranžerie, památník K. V. Raise

- Barokní zámek na místě původní tvrze postavil roku 1550 Jan Škopek z Bílých Otradovic renesanční zámeček. Dnešní podoba je výsledkem přestavby z přelomu 17. a 18. století s kaplí zasvěcenou Janu Evangelistovi. Na zámku byla v roce 2018 započata rekonstrukce a přestavba a není široké veřejnosti přístupný. Později by zde měly vzniknout kavárna, restaurace a v ostatních prostorách bydlení pro seniory.[10] Za zámkem je park s empírovou zimní oranžérií z roku 1831, která je v současnosti využita jako památník K. V. Raise a jako galerie. Nedaleko je oranžérii je umístěna sbírka vrchnostenských hraničních mezníků z 18. století a skulptura vzpřímeného lva – symbol městského znaku. Při severozápadním nároží zámku roste památný strom – Bělohradský buk.
- Lázeňský hotel na náměstí
- kostel Všech svatých je barokní kostel z roku 1689, hlavní oltářní obraz je od akademického malíře A. Muhla, obraz madony od Václava Březiny
- Fričovo muzeum postavil v letech 1904–1905 přírodovědec Antonín Frič. V osmdesátých letech 20. století budova silně chátrala a byla na poslední chvíli zachráněna před demolicí.
- Rodný domek K. V. Raise
- Lázeňský areál
- Bažantnice – lázeňský park s hudebním pavilonkem, přírodní památka Bělohradská bažantnice
- Pardoubek – rybník, jehož název byl odvozen od pár doubků, které byly vysazeny na hrázi. Původním majitelem byla Anna z Asseburgu, později hrabě Merweld, který po první světové válce zde zřídil plovárnu, kabinky a zajistil stálou službu plavčíka. V době socialistické vlády Československa byl zřízen betonový okraj, provedena parková úprava, ale nebyly prováděny údržbové práce, proto koupaliště a blízké okolí velice zchátralo a v současné době je rybník využíván jen k rybářským účelům
- Byšičky, osamocený kostelík se hřbitovem (pozůstatek zaniklé středověké vesnice) a Křížovou cestou, stejnojmenná přírodní památka, lesy a mokřadní louky východně od města
- Kamenná hůra – přírodní rezervace, bukový porost na minerálně chudém podkladě
- Hřídelecká hůra – přírodní památka, geologická lokalita, bývalý lom v čedičové kupě
- Údolí Javorky – přírodní památka, slatinné louky podél potoka
- Erbenův dub, památný strom
- Vojtíškova tiskárna, městský objekt, který připomíná událostí druhé světové války
- Meteorologický sloup na náměstí K. V. Raise z roku 1907.[11]

## Rodáci

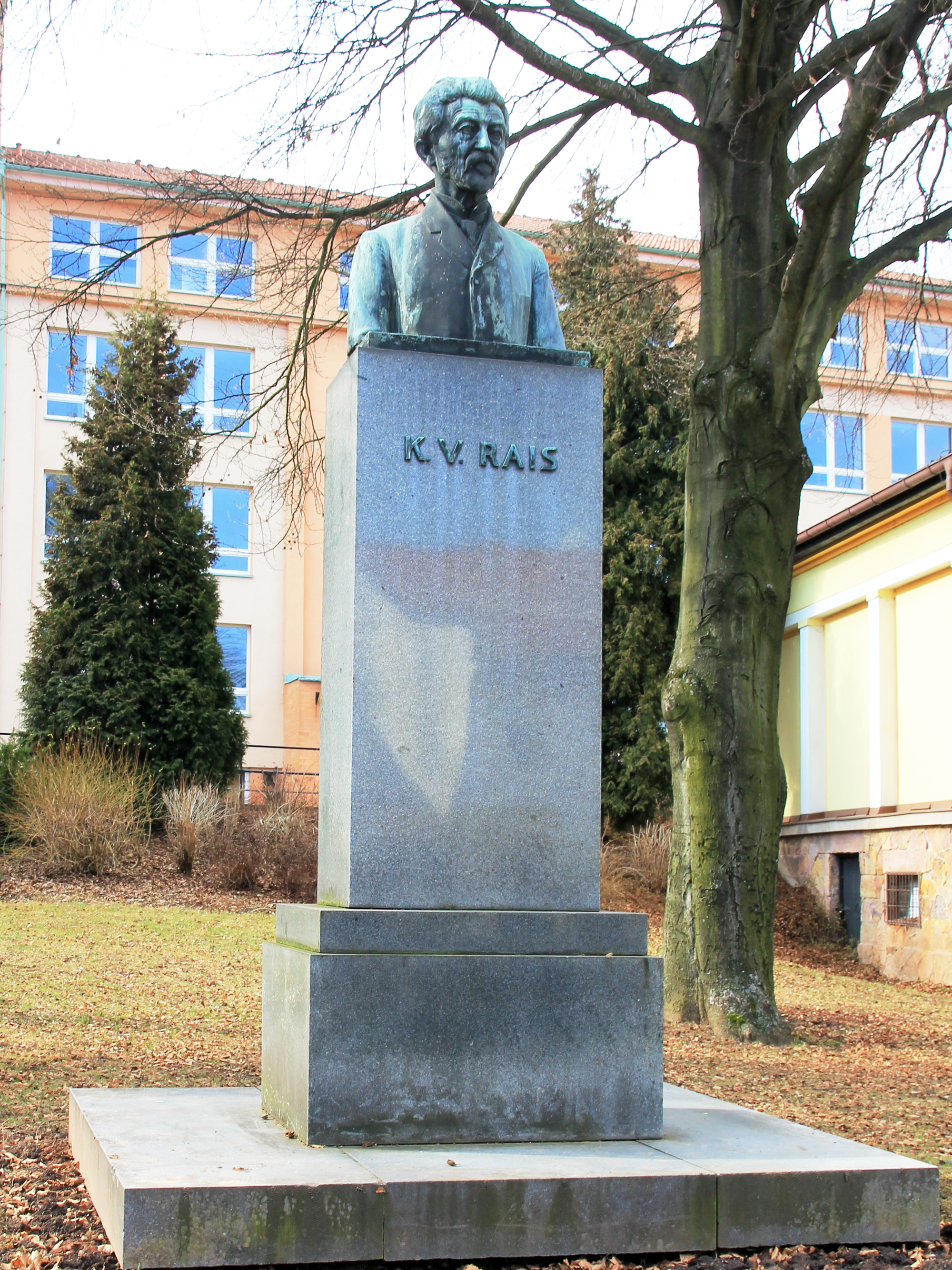
Busta K. V. Raise u Fričova muzea

- Antonín Pacák (1835–1898), politik
- Václav Munzar (1837–1890), podnikatel, starosta města, poslanec Českého zemského sněmu
- Bedřich Pacák (1846–1914), právník a politik
- Antonín Mühl (1856–1905), malíř
- Karel Václav Rais (1859–1926), spisovatel
- Antonín Rais (1861–1920), učitel
- Václav Březina (1862–1906), malíř
- Jindřich Rais (1863–1916), učitel
- Karel Moor (1873–1945), skladatel, dirigent a sbormistr
- Miloslav Fassati (1887–1962), československý legionář, generál, president lehkoatletické unie, nositel řádu Francouzské čestné legie (syn bělohradského učitele Ludvíka Fassati, oceněného později italským králem Viktorem Emanuelem III. čestným titulem „cavaliere“ za vedení vlašského sirotčince v Praze na Malé Straně)
- Jaroslav Stuchlík (1890–1967), český psychiatr, psychoanalytik, psycholog a sociolog
- Emil Buchar (1901–1979), astronom
- Karel Dlabola (1902–1998), malíř a grafik

## Partnerská města
- Belene, Bulharsko

### Filmové dokumenty
- Jmenuji se Bělohrad, 16mm černobílý film  natočený v režii města Tomášem Fassatim u příležitosti oslav výročí